# National Football League 1996 (Fiji)
In 1996 werd het 20e officiële Fijisch National Football League gespeeld. Titelhouder was Ba FA. Suva FC werd voor eerste keer kampioen. 

## Kampioen
| 1996                        |
| Vlag van Fiji               |
| --------------------------- |
| Suva FC Kampioen (1° titel) |